# Westlander Groente en Fruitrace

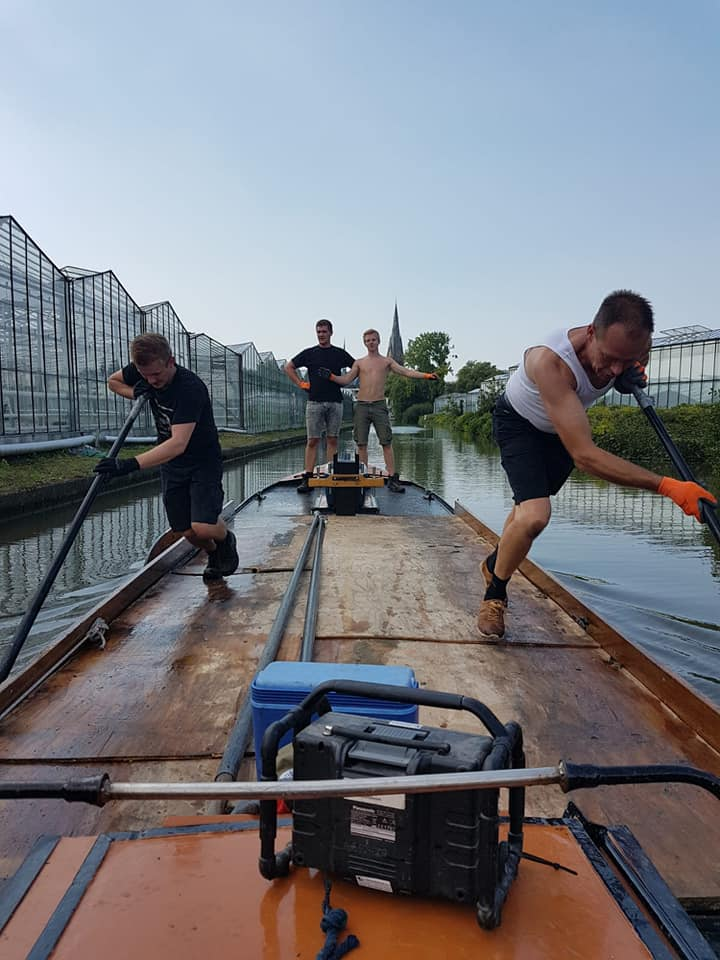
Platbodem in Poeldijk

De Westlander Groenten en Fruitrace is een jaarlijks terugkerende wedstrijd in Poeldijk met historische bedrijfsvaartuigen. De wedstrijd wordt sinds 2002 gehouden ter herinnering aan het feit dat tot eind jaren 1960 in het Westland groente en fruit vaak via het water naar de veiling werd gebracht. 
In de race wordt voornamelijk gebruik gemaakt van Westlanders, Drielingen en Kagenaar-schuitjes of soortgelijke platbodems. Tijdens de race mag een team op een schuit uitsluitend gebruik maken van bomen of wegen. Met bomen wordt bedoeld met een lange stok in het water het schuitje voortbewegen door over het dek te lopen. Wegen of truilen is vanaf de kant met een lange stok het schip voort duwen. Gebruik van een motor is verboden en de 10 kilometer lange route zal op spierkracht en teamgeest gewonnen moeten worden. 
De route is vanaf het historische veilinggebouw te Poeldijk door de sloten en kanaaltjes rondom Poeldijk. Daar er verschillende gewichtsklassen meedoen zijn er prijzen te winnen in de zware klasse en lichte klasse. Elk jaar doen er ongeveer 20 schuitjes mee in de strijd om het beeldje ‘De Veilingschipper’ te winnen.